# 穆罕默德·瓦利汗·托內卡博尼
穆罕默德·瓦利汗·薩帕薩拉爾·哈拉巴里·托內卡博尼（波斯語：تنکابنیمحمدولی‌خان سپهسالار、英語：Mohammad-Vali Khan Sepahsālār-e Khalatbari Tonekāboni）是來自伊朗北部吉蘭省和馬贊德蘭省的立憲革命運動領袖，被譽為波斯史上最偉大的政治家和軍官，也是最富有的貴族。
托內卡博尼任職上校超過十年，後任郵政及電報部部長及海關部部長，負責出入波斯帝國的所有貨品，後來轉任財政部部長，單獨處理帝國的貨幣事宜，亦曾任國防部部長，並四度出任總理，其出任的最高軍職為統帥。
波斯族裔的托內卡博尼藉著控制帝國內的土庫曼人來維持波斯的穩定，又曾多次應政府及俄國的要求鎮壓土庫曼人。他在1900年代每年可獲得200萬美元的收入，足以令他成為波斯帝國的首富，他利用這些財富作為抵押，讓波斯帝國向俄國及英國借款。
1909年，托內卡博尼獲頒「薩帕達爾阿扎姆」的頭銜，並奉穆罕默德·阿里沙阿之命鎮壓西北部地區土庫曼的阿塞拜疆立憲主義者的起義。他在抵達阿塞拜疆後並沒有使用武力鎮壓，認為這等同「殺害兄弟姐妹」。他返回通卡邦後基於其軍事才能及民族民主理想而成為了立憲主義及反君主主義者的領袖，他佔領了加茲溫，並向德黑蘭進發。
在托內卡博尼向德黑蘭進發期間，聖彼得堡的俄羅斯外交部向俄羅斯駐德黑蘭大使館發出一份電報稱「請通知薩帕達爾阿扎姆，要求他和平地進駐德黑蘭，以此電報為據，薩帕達爾阿扎姆及其親屬子裔會得到沙俄政府的保護，沙俄政府將會向他提供600萬金馬納特（約5億美元）作為回報」。
托內卡博尼回應稱「俄國政府認為我是為了個人利益而這樣做，為了伊朗的自由和獨立，我會犧牲我的性命和財產，甚至是我的孩子」。
托內卡博尼拒絕了沙皇的要求，迫使德黑蘭的君主主義者投降。沙阿穆罕默德·阿里逃亡，尋求俄羅斯大使館的庇護，議會通過了一項決議，為托內卡博尼加冕為王，他拒不接納王位，呼籲設立憲政民主制度，他只接受「薩帕薩拉爾」（統帥）之位，並在第一屆憲政政府出任國防部部長，穆罕默德·阿里沙阿被罷黜。他四度出任伊朗總理，作為波斯最大的地主及「汗」的貴族地位，他得以控制吉蘭及馬贊德蘭省的多處邑地，包括通卡邦的周邊地區。
托內卡博尼竭力與嘗試建立神權的宗教人士及嘗試建立君主制的權勢集團抗爭，他曾經多次到法國學習其民主代表政制。
1920年代，英國扶植禮薩汗及巴列維王朝，托內卡博尼承受越來越多的政治壓力，他的大部分財產被新政府沒收，以試圖壓抑他的權力。他的一名兒子被巴列維的特工毒害。他所建立的第一個民主憲政政府演變成受英國控制的壓迫獨裁政權。
托內卡博尼在1926年7月16日自殺身亡，享年80歲。他的遺書向長子阿米爾·阿薩德稱「阿米爾·阿薩德，你馬上把我的遺體潔淨，並葬在兒子薩阿德·杜烏拉身邊，你務必馬上辦這件事。我已經活了80年，不必再為我服喪及流淚了」。

## 註腳
1. 1 2  Majd 2000，第45-46頁
2. ↑  Majd 2000，第44頁
3. 1 2 3  Majd 2000，第46頁
4. ↑  Majd 2000，第47頁